# Бардин, Михаил Павлович
Михаи́л Па́влович Ба́рдин (1 ноября 1913 — 23 апреля 1982) — главный архитектор Саранска, 1-й секретарь Саранского горкома КПСС.

## Биография
Родился в крестьянской семье в селе Напольная Тавла (ныне — в городском округе Саранск, Мордовия).
В 1935 году окончил Московский архитектурно-строительный институт. В 1935—1939 годы возглавлял республиканскую контору «Мордовпроект», в 1939—1941 — начальник стройотдела Наркомата внутренних дел Мордовской АССР.
24 июня 1941 года Саранским горвоенкоматом был призван в Красную армию. Окончил курсы Военно-инженерной академии имени В. В. Куйбышева; с 24 декабря 1941 года — в боях Великой Отечественной войны. Служил инженером 352-й стрелковой дивизии, старшим помощником начальника оперативного отдела штаба инженерных войск Западного фронта, начальником штаба 3-й гвардейской отдельной инженерной бригады. Был ранен (в 1942), контужен (в 1944); удостоен боевых наград. Член ВКП(б) с 1943 года.
В 1945—1949 годы возглавлял тресты «Культурстрой» и «Горремстрой» в Сталинграде, с 1949 — министр коммунального хозяйства Мордовской АССР.
С 1951 года — второй, затем — первый секретарь Саранского горкома КПСС. В 1964—1971 годы — начальник Управления капитального строительства при Совете Министров Мордовской АССР, начальник Мордовского управления строительства. Был главным архитектором Саранска, под его руководством построены многие здания города.

### Семья
Сестра — Раиса Павловна Бардина.
Жена — Антонина Дмитриевна Дмитриева

## Награды
- орден Красной Звезды (24.1.1943)[3]
- орден Отечественной войны I степени (5.11.1943)[4]
- орден Красного Знамени (12.3.1945)[6]
- орден Александра Невского (15.5.1945)[5].
- медали:
  - «За оборону Москвы» (1.12.1944)[5][6]
  - «За победу над Германией в Великой Отечественной войне 1941—1945 гг.»
  - «За взятие Берлина»
  - «За освобождение Праги»[7]

## Память
Фотографии, документы и личные вещи М. П. Бардина хранятся в фондах Мемориального музея военного и трудового подвига 1941—1945 гг.